# شهرستان آلتین‌سای
ناحیهٔ آلتین‌سای (Oltinsoy District) یکی از ناحیه‌های ولایت سرخان‌دریا در کشور ازبکستان است.
واژهٔ آلتین‌سای در زبان ازبکی به معنی «زرین‌نژاد» است.